# Антоні Моссі
Антоні Моссі (фр. Anthony Mossi, нар. 15 травня 1994, Париж) — французький і конголезький футболіст, воротар швейцарського «Ксамакса» і національної збірної Демократичної Республіки Конго.

## Клубна кар'єра
Народився 15 травня 1994 року в Парижі. Вихованець футбольної школи швейцарського «Б'єна». Дорослу футбольну кар'єру розпочав в сезоні 2012/13, взявши участь в одному матчі за головну команду рідного клубу.
Згодом протягом 2013–2015 років на правах оренди грав на рівні третього швейцарського дивізіону за «Делемон».
В подальшому грав на рівні Челлендж-Ліги (другого дивізіону Швейцарії) за «Ле-Мон», «К'яссо» і «Віль». 
2020 року став гравцем «Ксамакса».

## Виступи за збірну
2018 року дебютував в офіційних матчах у складі національної збірної Демократичної Республіки Конго.
У складі збірної був учасником Кубка африканських націй 2019 року в Єгипті. На турнірі був одним із запасних воротарів.
| Дата       | Місто        | Господарі   | Результат | Гості        | Турнір                                  | Голи | Примітки |
| ---------- | ------------ | ----------- | --------- | ------------ | --------------------------------------- | ---- | -------- |
| 28-5-2018  | Порт-Гаркорт | Нігерія     | 1 – 1     | ДР Конго     | товариський матч                        | -1   |          |
| 9-9-2018   | Монровія     | Ліберія     | 1 – 1     | ДР Конго     | Відбір до Кубка африканських націй 2019 | -1   |          |
| 13-10-2018 | Хараре       | ДР Конго    | 1 – 2     | Зімбабве     | Відбір до Кубка африканських націй 2019 | -2   |          |
| 16-10-2018 | Хараре       | Зімбабве    | 1 – 1     | ДР Конго     | Відбір до Кубка африканських націй 2019 | -1   |          |
| 9-6-2019   | Марбелья     | ДР Конго    | 0 – 0     | Буркіна-Фасо | товариський матч                        | -    | 46'      |
| 13-10-2019 | Ам'єн        | Кот-д'Івуар | 3 – 1     | ДР Конго     | товариський матч                        | -1   | 46'      |
| Усього     |              | Матчів      | 6         |              | Голів                                   | -6   |          |